# Juha Helppi
Juha Helppi (Turku, 4 marzo 1977) è un giocatore di poker finlandese.

## Poker
Helppi inizia a lavorare come croupier. Ottiene il suo primo successo a poker al World Poker Tour di Aruba, evento in cui ha eliminato prima Kathy Liebert e poi Phil Gordon all'heads-up finale. Si è qualificato ulteriormente ad altri due tavoli finali del WPT, finendo in seconda e terza posizione. Inoltre, nel 2005, sempre al WPT, ha ottenuto una decima posizione.
Nel novembre 2005 ha affrontato Phil Laak e Kenna James nel primo evento di poker sott'acqua vincendo il Caribbean Poker Classic Extreme Poker bracelet.
È inoltre arrivato a premio per 18 volte nei tornei delle World Series of Poker guadagnando $930,850, degli oltre $3,000,000 guadagnati in carriera nei tornei live.
Il 4 marzo 2007, nel giorno del suo 30º compleanno, ha vinto il titolo inaugurale della Premier League Poker, sconfiggendo alcuni dei grandi del poker come Phil Hellmuth e Devilfish.

## Altri sport
Helppi è anche un ottimo giocatore di paintball. È stato capitano della relativa nazionale finlandese negli anni 1997, 2003, 2007 e 2008. Da giovane ha anche giocato per anni e con successo a Magic: The Gathering.